# Rafał Rostkowski
Rafał Rostkowski (ur. 6 sierpnia 1972) – polski arbiter piłkarski, sędzia FIFA od 2001 roku.

## Życiorys
Sędziuje od 1988 roku. Sędzia asystent Ekstraklasy od 1991 roku. W latach 1995–1997 był też sędzią głównym drugiej ligi. Kiedy FIFA wprowadziła podział na sędziów głównych i asystentów, zdecydował się kontynuować karierę tylko jako sędzia asystent. W 1997 zadebiutował w rozgrywkach UEFA. Sędziował m.in. z Michałem Listkiewiczem, Ryszardem Wójcikiem, Jackiem Granatem, Grzegorzem Gilewskim i Marcinem Borskim. Jako sędzia asystent prowadził m.in. finał mistrzostw Europy juniorów w 2005 roku (sędzią głównym był Hiszpan Bernardino Gonzalez Vasquez), mecze Pucharu UEFA, Ligi Mistrzów, eliminacji mistrzostw świata i Europy oraz finały mistrzostw świata juniorów w Korei Płd. w 2007 roku.
Był jednym z trzech pierwszych sędziów zawodowych w Polsce (pozostałymi dwoma byli Gilewski i Maciej Wierzbowski). Po podpisaniu kontraktu nadal mówił publicznie o potrzebie zatrudnienia w polskiej Ekstraklasie większej liczby sędziów zawodowych i uzasadniał to w programach telewizyjnych i publikacjach prasowych. W dużym stopniu właśnie dzięki niemu latem 2008 roku kontrakty zawodowe podpisało dziewięciu następnych sędziów i powstał plan zwiększenia liczby trójek zawodowych przynajmniej do ośmiu. Rostkowski znany jest również dzięki swojej uporczywej walce przeciwko korupcji w piłce nożnej.